# Bahir Dar
Bahir Dar hoặc Bahar Dar (Amharic:ባሕር ዳር) là một thành phố ở tây bắc Ethiopia.

## Khí hậu
Bahir Dar có khí hậu xavan (phân loại khí hậu Köppen Aw).
| Dữ liệu khí hậu của Bahir Dar (1981–2010)                         | Dữ liệu khí hậu của Bahir Dar (1981–2010) | Dữ liệu khí hậu của Bahir Dar (1981–2010) | Dữ liệu khí hậu của Bahir Dar (1981–2010) | Dữ liệu khí hậu của Bahir Dar (1981–2010) | Dữ liệu khí hậu của Bahir Dar (1981–2010) | Dữ liệu khí hậu của Bahir Dar (1981–2010) | Dữ liệu khí hậu của Bahir Dar (1981–2010) | Dữ liệu khí hậu của Bahir Dar (1981–2010) | Dữ liệu khí hậu của Bahir Dar (1981–2010) | Dữ liệu khí hậu của Bahir Dar (1981–2010) | Dữ liệu khí hậu của Bahir Dar (1981–2010) | Dữ liệu khí hậu của Bahir Dar (1981–2010) | Dữ liệu khí hậu của Bahir Dar (1981–2010) |
| Tháng                                                             | 1                                         | 2                                         | 3                                         | 4                                         | 5                                         | 6                                         | 7                                         | 8                                         | 9                                         | 10                                        | 11                                        | 12                                        | Năm                                       |
| ----------------------------------------------------------------- | ----------------------------------------- | ----------------------------------------- | ----------------------------------------- | ----------------------------------------- | ----------------------------------------- | ----------------------------------------- | ----------------------------------------- | ----------------------------------------- | ----------------------------------------- | ----------------------------------------- | ----------------------------------------- | ----------------------------------------- | ----------------------------------------- |
| Cao kỉ lục °C (°F)                                                | 37 (99)                                   | 36 (97)                                   | 36 (97)                                   | 38 (100)                                  | 38 (100)                                  | 32 (90)                                   | 30 (86)                                   | 29 (84)                                   | 29 (84)                                   | 35 (95)                                   | 35 (95)                                   | 33 (91)                                   | 38 (100)                                  |
| Trung bình ngày tối đa °C (°F)                                    | 29 (84)                                   | 31 (88)                                   | 32 (90)                                   | 32 (90)                                   | 32 (90)                                   | 29 (84)                                   | 26 (79)                                   | 25 (77)                                   | 26 (79)                                   | 27 (81)                                   | 28 (82)                                   | 28 (82)                                   | 29 (84)                                   |
| Tối thiểu trung bình ngày °C (°F)                                 | 8 (46)                                    | 9 (48)                                    | 11 (52)                                   | 13 (55)                                   | 13 (55)                                   | 13 (55)                                   | 13 (55)                                   | 13 (55)                                   | 12 (54)                                   | 12 (54)                                   | 10 (50)                                   | 8 (46)                                    | 11 (52)                                   |
| Thấp kỉ lục °C (°F)                                               | 8 (46)                                    | 8 (46)                                    | 9 (48)                                    | 5 (41)                                    | 6 (43)                                    | 10 (50)                                   | 9 (48)                                    | 8 (46)                                    | 7 (45)                                    | 7 (45)                                    | 9 (48)                                    | 6 (43)                                    | 5 (41)                                    |
| Lượng mưa trung bình mm (inches)                                  | 2 (0.1)                                   | 2 (0.1)                                   | 12 (0.5)                                  | 28 (1.1)                                  | 80 (3.1)                                  | 205 (8.1)                                 | 396 (15.6)                                | 375 (14.8)                                | 211 (8.3)                                 | 87 (3.4)                                  | 12 (0.5)                                  | 6 (0.2)                                   | 1.416 (55.8)                              |
| Số ngày mưa trung bình (≥ 0.1 mm)                                 | 1                                         | 1                                         | 2                                         | 3                                         | 10                                        | 18                                        | 28                                        | 28                                        | 20                                        | 10                                        | 3                                         | 1                                         | 125                                       |
| Nguồn 1: Tổ chức Khí tượng Thế giới                               |                                           |                                           |                                           |                                           |                                           |                                           |                                           |                                           |                                           |                                           |                                           |                                           |                                           |
| Nguồn 2: Cơ quan Khí tượng Quốc gia Ethiopia (đo nhiệt độ kỷ lục) |                                           |                                           |                                           |                                           |                                           |                                           |                                           |                                           |                                           |                                           |                                           |                                           |                                           |

## Thành phố kết nghĩa
Bahir Dar kết nghĩa với:
- Ashdod, Israel (2011)[4]
- Cleveland, Hoa Kỳ (2004)[5]
- Madison, Hoa Kỳ (2018)[6]
- Oakland, Hoa Kỳ (2010)[7]